# Land- und Stadtgericht Mehlsack
Das Land- und Stadtgericht Mehlsack war von 1821 bis 1849 ein preußisches Land- und Stadtgericht mit Sitz in Mehlsack.

## Geschichte
Das Land- und Stadtgericht Mehlsack wurde 1821 aus dem Stadtgericht Mehlsack und einem Teil des Justizamts Mehlsack gebildet. Es war ein Gericht 2. Klasse im Sprengel des Oberlandesgerichts Königsberg.
1837 umfasste der Gerichtsbezirk die Stadt Mehlsack mit 2687 Gerichtseingesessenen und 65 Ortschaften mit 13.169 Gerichtseingesessenen (zusammen also 15.856 Gerichtseingesessene). Am Gericht waren ein Stadt- und Landrichter, ein Assessor und fünf weitere Mitarbeiter beschäftigt.
Nach der Märzrevolution wurden 1849 einheitlich Kreisgerichte gebildet. In Mehlsack entstand die Gerichtskommission Mehlsack des Kreisgerichts Braunsberg.